# Burhinidae
Burhinidae è una famiglia di uccelli caradriiformi che abitano le regioni tropicali di tutto il mondo, ma anche l'Europa temperata e l'Australia.

## Descrizione
I Burhinidae sono uccelli di medio-grandi dimensioni con forti becchi gialli o giallo-neri, occhi gialli e piumaggio mimetico; hanno lunghe zampe gialle o verdastre e un'articolazione del ginocchio molto prominente a cui si ispira il nome comune in inglese Thick-knees (alla lettera ginocchia spesse).

Sono in gran parte uccelli notturni che lanciano un verso lamentoso simile a quello dei veri chiurli anche se non sono imparentati. Mangiano insetti o altri invertebrati. Le specie più grandi catturano lucertole e anche piccoli mammiferi.

Molte specie sono stanziali, ma alcune come l'occhione comune migra dall'Europa all'Africa per l'inverno.

## Sistematica
I Burhinidi sono imparentati con i Chionidae e con il piviere di Magellano, e insieme formano il sottordine dei Chionidi.
La famiglia è divisa in due generi a cui appartengono in tutto 10 specie.
- Genere Burhinus
  - Burhinus oedicnemus (Linnaeus, 1758) - occhione comune
  - Burhinus indicus (Salvadori, 1865) - occhione indiano
  - Burhinus senegalensis (Swainson, 1837) - occhione del Senegal
  - Burhinus vermiculatus (Cabanis, 1868) - occhione vermicolato o occhione acquaiolo
  - Burhinus capensis (Lichtenstein, 1823) - occhione del Capo
  - Burhinus bistriatus (Wagler, 1829) - occhione bistriato
  - Burhinus superciliaris (Tschudi, 1843) - occhione del Perù
  - Burhinus grallarius (Latham, 1802) - occhione Willaroo

- Genere Esacus
  - Esacus magnirostris (Vieillot, 1818) - occhione maggiore australiano
  - Esacus recurvirostris (Cuvier, 1829) - occhione maggiore indiano